# Metriopelma coloratum
Metriopelma coloratum är en spindelart som beskrevs av Valerio 1982. Metriopelma coloratum ingår i släktet Metriopelma och familjen fågelspindlar.
Artens utbredningsområde är Costa Rica. Inga underarter finns listade i Catalogue of Life.